# Contea di Hawkins
La contea di Hawkins in inglese Hawkins County è una contea dello Stato del Tennessee, negli Stati Uniti. La popolazione al censimento del 2000 era di 53 563 abitanti. Il capoluogo di contea è Rogersville.